# Estàtua de Ka

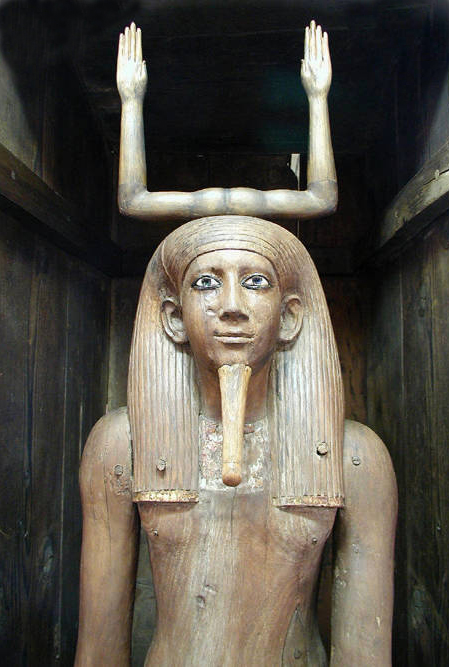
Estàtua del Ka d'Hor.

L'estàtua de Ka és una estàtua de fusta feta a l'antic Egipte i que representa el ka del rei Auib-Re-Hor, de la Dinastia XIII, que està clarament marcat pel jeroglífic ka sobre el seu cap. Les seves mides són 170 x 77 x 27 cm. Va ser trobada al naus d'una habitació del temple de la piràmide no utilitzada d'Amenemhet III a Dashur. S'exposa al Museu del Caire.
El ka era l'esperit guardià que sobrevivia a l'estàtua perquè pogués sobreviure al seu propietari, i en casos com el d'aquesta estàtua en particular es representava a Egipte de manera diferenciada al cos de la persona.
Aquest rei no té rellevància històrica, ja que hauria regnat únicament durant set mesos.

## Descripció
Es pot apreciar al rei, que porta la barba divina, amb una llarga perruca i té exposades les seves orelles.

## Estil
L'escultor va modelar de tal manera els ulls que donen una aparença natural a la cara.